# Swara Bhaskar
Swara Bhaskar Chitrapu, född 9 april 1988 är en indisk skådespelare som jobbar i den indiska filmindustrin. Hon har vunnit två Screen Awards och har nominerats till Filmfare Award tre gånger.

## Uppväxt och utbildning
Bhaskar föddes 9 april 1988 i Delhi. Hennes far är Chitrapu Uday Bhaskar, en Telugu officer i indiska flottan, hennes mor är Ira Bhaskar, Bihari och professor i filmvetenskap vid Jawaharlal Nehru University, Delhi.

## Filmografi
| År   | Titel                                | Roll                 | Kommentar |
| ---- | ------------------------------------ | -------------------- | --------- |
| 2009 | Madholal Keep Walking                | Sudha M. Dubey       |           |
| 2010 | Guzaarish                            | Radhika Talwar       |           |
| 2010 | The Untitled Kartik Krishnan Project | Swara Bhaskar / Maya |           |
| 2011 | Tanu Weds Manu                       | Payal Sinha Singh    |           |
| 2011 | Chillar Party                        | Battle Hour Anchor   |           |
| 2013 | Listen... Amaya                      | Amaya Krishnamoorthy |           |
| 2013 | Aurangzeb                            | Suman                |           |
| 2013 | Raanjhanaa                           | Bindiya              |           |
| 2013 | Sabki Bajegi Band                    | Jaya                 |           |
| 2014 | Machhli Jal Ki Rani Hai              | Ayesha Saxena        |           |
| 2015 | Tanu Weds Manu Returns               | Payal Sinha Singh    |           |
| 2015 | Prem Ratan Dhan Payo                 | Rajkumari Chandrika  |           |
| 2015 | X: Past Is Present                   | Aunty                |           |
| 2016 | Nil Battey Sannata                   | Chanda Sahay         |           |
| 2017 | Anaarkali of Aarah                   | Anarkali             |           |
| 2018 | Veere Di Wedding                     | Sakshi Soni          |           |

## Television
| År        | Program                                             | Roll          | Kanal          | Kommentar | Källa       |
| --------- | --------------------------------------------------- | ------------- | -------------- | --------- | ----------- |
| 2014      | Samvidhaan: The Making of the Constitution of India | Programledare | Rajya Sabha TV |           | [ 7 ]       |
| 2015-2017 | Rangoli                                             | Programledare | DD National    |           | [ 8 ] [ 9 ] |
| 2016-2017 | It's Not That Simple                                | Meera         | Voot           | Webbserie | [ 10 ]      |